# Franck de Lapersonne

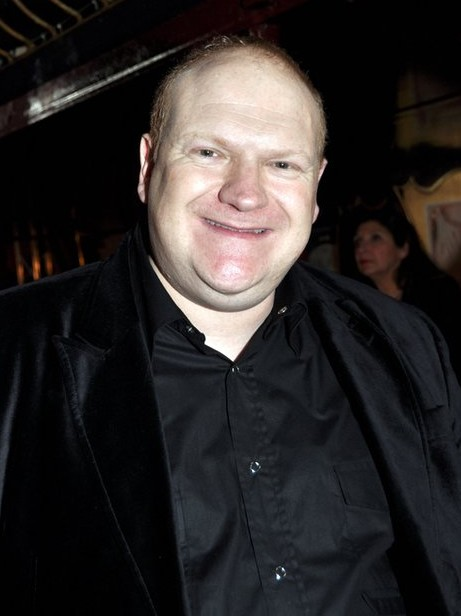
Franck de Lapersonne (César 2011)

Franck de Lapersonne (* 29. Oktober 1963) ist ein französischer Schauspieler.

## Leben
Franck de Lapersonne ist der Sohn von Jacques de Lapersonne und Jacqueline Charlotte Poinson. Er studierte 1982 am Cours Raymond Girard und von 1983 bis 1986 am Conservatoire national supérieur d’art dramatique Schauspiel. Noch während seiner Studienzeit spielte er Theater und war in Filmen wie Geistertreffen um Mitternacht 1984 und Gefahr im Verzug 1984 auf der Leinwand zu sehen.
Bei der Präsidentschaftswahl in Frankreich 2017 unterstützte er Marine Le Pen, die Kandidatin der Partei Front National. Nach den Wahlen 2017 verschlechterten sich nach einem internen Konflikt seine Beziehungen zu der Parteiführung. Er schloss sich Florian Philippots neu gegründeter Partei Les Patriotes nach dessen Austritt aus dem Front National an. In einem Interview mit dem Figaro bezeichnete er seine Unterstützung des FN als den „größten Fehler seines Lebens“. Das nur kurze Zeit dauernde Engagement für Marine Le Pen schlug allerdings auf seine künstlerische Karriere durch: Der Filmregisseur Fabrice Eboué schnitt ihn 2017 aus seinem Film Coexister und ersetzte ihn, dort wo sein Auftritt vorgesehen war, durch einen anderen Schauspieler.

## Filmografie (Auswahl)
- 1984: Geistertreffen um Mitternacht (Christmas Carol)
- 1985: Gefahr im Verzug (Péril en la demeure)
- 1988: Eine Frauensache (Une affaire de femmes)
- 1988: Mit Musik ins Liebesglück (Envoyez les violons)
- 1989: Ein Vater kommt selten allein (Un père et passe)
- 1991: Tolle Zeiten … (Une époque formidable …)
- 1992: Das Geld auf der Straße (Pognon sur rue)
- 1992: Das Zebra (Le zèbre)
- 1992: Prinzessin Alexandra (Princesse Alexandra)
- 1993: Kommissar Moulin (Commissaire Moulin; Fernsehserie, 1 Folge)
- 1994: Die dreifache Locke (Chacun pour toi)
- 1994: Die Rache der Blonden (La vengeance d’une blonde)
- 1997: Marquise – Gefährliche Intrige (Marquise)
- 1997: Lucie Aubrac
- 1998: Alice & Martin (Alice et Martin)
- 1999: Rembrandt
- 1999: Balzac – Ein Leben voller Leidenschaft (Balzac)
- 2000: Nestor Burmas Abenteuer in Paris (Nestor Burma; Fernsehserie, 1 Folge)
- 2003: Insel der Diebe (L’île atlantique)
- 2006: Coming Out mit Hindernissen (Le ciel sur la tête)
- 2011: Die Mondnacht von Toulon (Les cinq parties du monde)
- 2011: Plötzlich Star (Monte Carlo)
- 2012: Kochen ist Chefsache (Comme un chef)
- 2014: Mary Higgins Clark: Mysteriöse Verbrechen (Collection Mary Higgins Clark, la reine du suspense; Fernsehserie, 1 Folge)
- 2017: Engrenages (Fernsehserie, 1 Folge)
- 2023: Mein fabelhaftes Verbrechen (Mon crime)